# Diane et Actéon (Arpin)
Pour les articles homonymes, voir Diane et Actéon.
Diane et Actéon est une peinture à l'huile sur bois de 47,5 × 66 cm, réalisée dans le premier quart du XVIIe siècle par le peintre italien Cavalier d'Arpin.
L'œuvre est conservée au musée du Louvre depuis son acquisition par l'ancienne collection royale de la Couronne sous Louis XIV.
Il en existe une autre version à l'huile sur cuivre, exposée au musée des Beaux-Arts de Budapest.

## Le mythe d'Actéon
Tiré des Métamorphoses d'Ovide, le mythe relate les mésaventures d'Actéon, élevé par le centaure Chiron et devenu chasseur très habile. Il surprend un jour, au cours d’une chasse, la déesse Artémis (ou Diane) prenant son bain entourée de ses servantes nues comme elle. Furieuse, elle le transforme en cerf. Impuissant, Actéon meurt déchiré par ses propres chiens (limiers, lévriers, dogues et mâtins) qui ne le reconnaissent pas et sont rendus fous de rage par la déesse.

## Polémique lors d'une présentation scolaire en 2023
La présentation de ce tableau pendant un cours de sixième au collège Jacques-Cartier d'Issou le 7 décembre 2023 fait l'objet d'une plainte d'élèves au prétexte qu'il comporte des femmes dévêtues,,, ce qui provoque ensuite une réaction de certains professeurs avec l'invocation du droit de retrait.